# لیائو یی‌وو

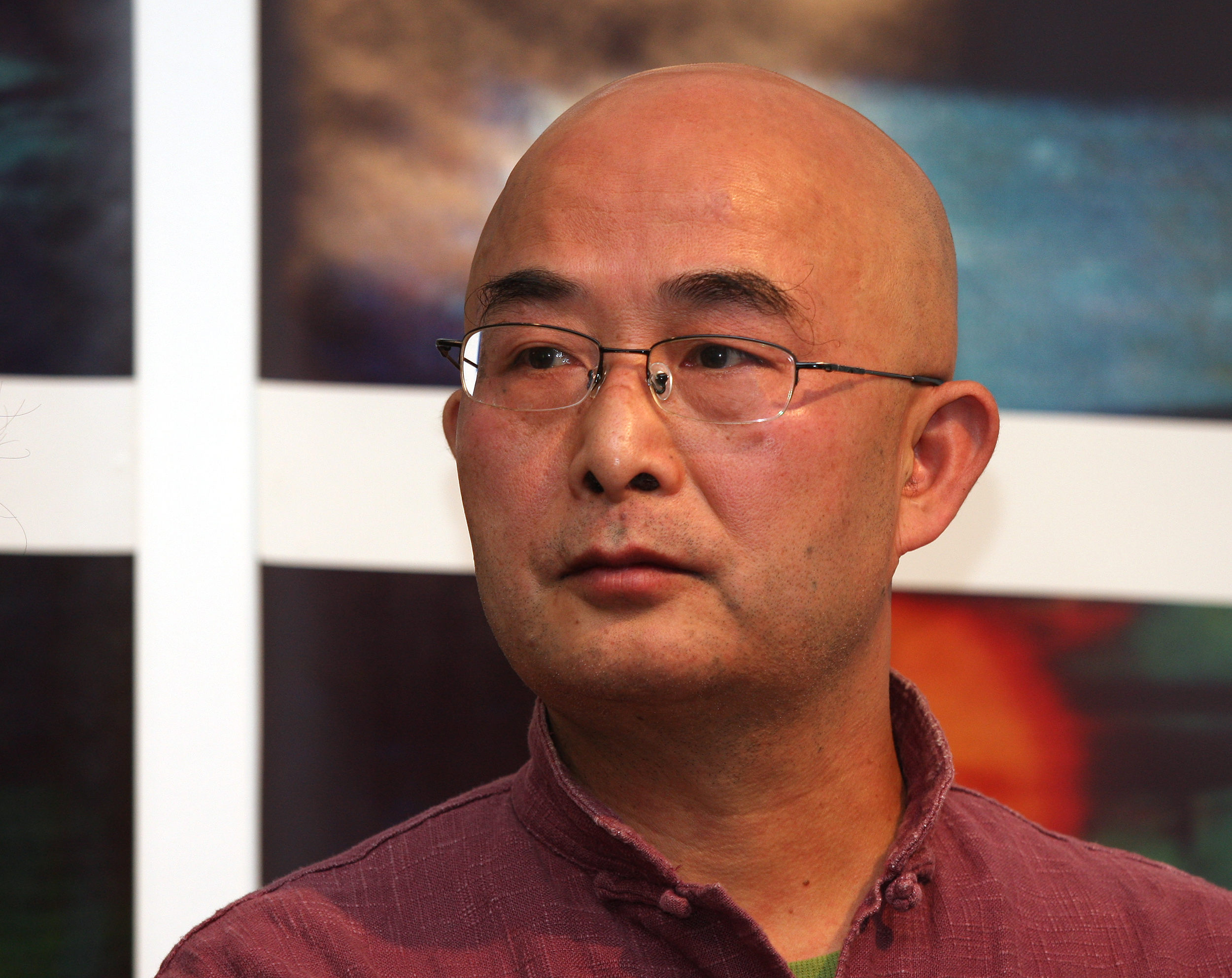
لیائو یی‌وو در نشستی در کلن

لیائو یی‌وو (به چینی: 廖亦武) شاعر، نویسنده، گزارشگر و موسیقیدان چینی است که سال ۱۹۵۸ متولد شده‌است. او یکی از مخالفان و منتقدان دولت چین است و تاکنون بارها زندانی شده‌است.
کتاب‌های او در کشورش ممنوع‌الانتشار هستند. با این حال آثارش در کشورهایی مانند تایوان و هنگ‌کنگ منتشر شده و به زبان‌های انگلیسی، آلمانی و فرانسوی ترجمه شده‌اند. یی‌وو تا سال ۲۰۰۸ از داشتن گذرنامه محروم بود و پس از آن نیز تا اول سپتامبر سال ۲۰۱۰ اجازه خروج از کشورش را نداشت.
یکی از آثار یی‌وو که شهرتی جهانی پیدا کرد شعر «کشتار» است که متأثر از سرکوب خونین جنبش اعتراضی دانشجویان در میدان تیان آنمن پکن (میدان صلح آسمانی) در سال ۱۹۸۹ است.
شاعر چینی به خاطر این اثر چهارسال به زندان افتاد. اوایل سال ۲۰۱۰ بیش از صد نویسنده مشهور جهان از جمله نادین گوردیمر، جی.ام.کوئتزی و ماریو بارگاس یوسا با امضای فراخوانی خواهان خواندن آثار یی‌وو در سراسر جهان شدند.